# Chondroblast

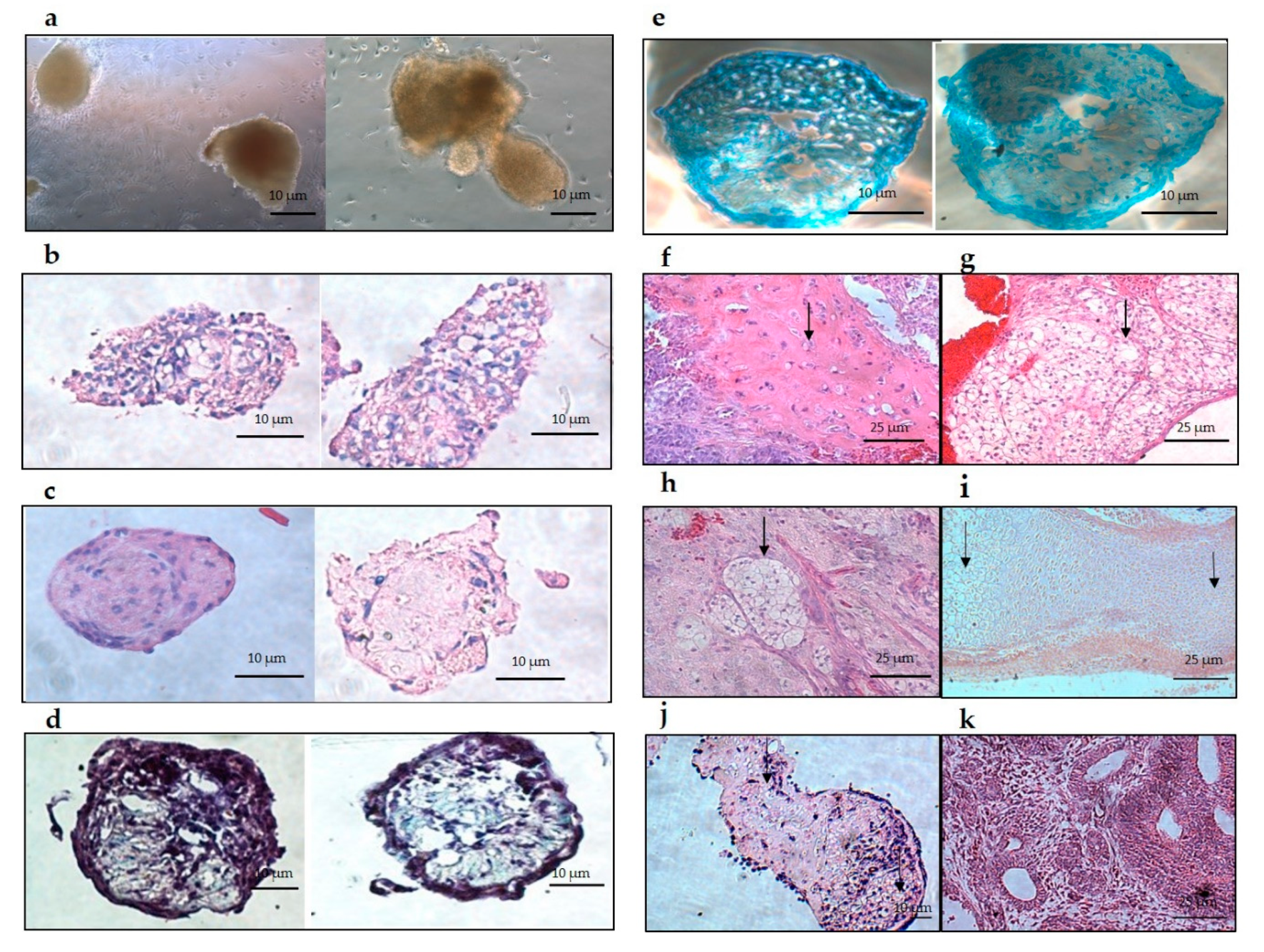
(c) Hyalien kraakbeenachtig weefsel met schaarse chondroblasten in de lacunae-structuur (Schaalbalk 10 μm). (f) Hyaline chondroblasten en hyaline matrix. (g,h) Hypertrofische chondroblasten in een subcutane capsule. (i) Zich ontwikkelende ledemaatknop in een muizenembryo met natuurlijke, normale hyaline (pijl rechts) en hypertrofische (pijl links) chondroblasten (Schaalbalk 25 μm). (j) Chondroblastaggregaten die zijn gedifferentieerd van muis-iPSC's (geïnduceerde pluripotente stamcellen), waarbij hyalien kraakbeenachtig weefsel te zien is met chondroblasten in lacunes (linkerpijl) en hypertrofische chondroblasten (rechterpijl) (schaalbalk 10 μm).

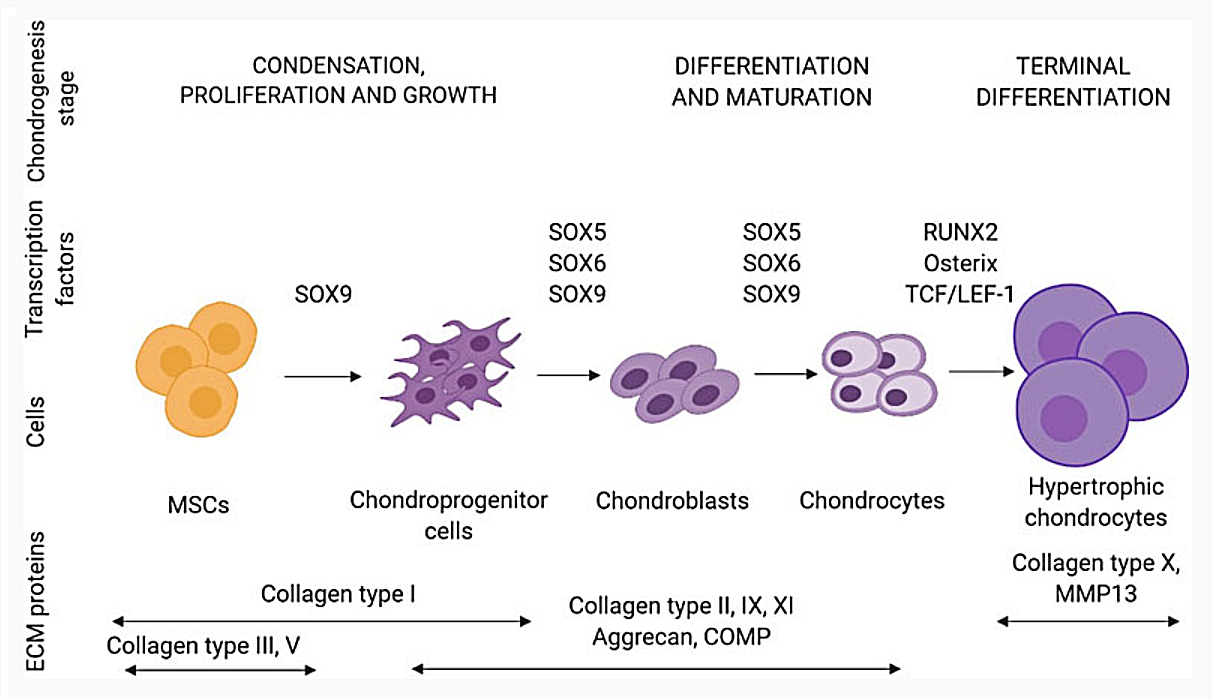
Ontwikkeling van mesenchymatische stamcel via chondroblast tot chondrocyt

Chondroblasten (/ˈkɒndrəsaɪt, -droʊ-/ van het Griekse χόνδρος (chondros) 'kraakbeen' en blastos 'kiem') zijn mesenchymale voorlopercellen die, vanuit de endochondrale ossificatie, chondrocyten zullen vormen in de groeiende kraakbeenmatrix. Ze zijn afkomstig van mesenchymatische stamcellen en produceren alle componenten van de basiskraakbeensubstantie (kraakbeenmatrix), zoals collageen type II en glycosaminoglycanen (vooral chondroïtinesulfaat, keratansulfaat en hyaluronzuur) en geven deze af aan de omgeving. Ze hebben euchromatische celkernen en kleuren met basische kleurstoffen. De chondroblast zit in een lacuna en het geheel wordt een chondroplast genoemd 
Deze cellen zijn belangrijk in de chondrogenese vanwege hun rol in het vormen van zowel de chondrocyten als de kraakbeenmatrix die uiteindelijk kraakbeen zullen vormen. Het gebruik van de term is technisch gezien onjuist, aangezien mesenchymale voorlopercellen technisch gezien ook kunnen differentiëren tot osteoblasten of vet. Door de voortdurende vorming van deze extracellulaire matrix scheiden ze zich af van hun aangrenzende cellen en komen ze in gesloten holtes (lacunae) te liggen. Wanneer de matrixsynthese stopt en het vermogen om te delen verloren gaat, differentiëren ze in chondrocyten, de eigenlijke kraakbeencellen.

## Structuur
Bij volwassenen en kinderen bevinden de meeste chondroblasten zich in het perichondrium. Dit is een dunne laag, vezelig, onregelmatig bindweefsel die het kraakbeen beschermt en fungeert als een korset. Op deze plaats  helpen chondroblasten het kraakbeen te vergroten wanneer ze daartoe worden aangezet door hormonen zoals groeihormoon, schildklierhormonen en glycosaminoglycanen. Ze bevinden zich op het perichondrium omdat het perichondrium, gelegen aan de buitenkant van het zich ontwikkelende bot, niet zo sterk is omhuld met extracellulaire matrix van kraakbeen als het binnenste en omdat hier veel haarvaten zijn gelegen. Het type groei dat door chondroblasten in stand wordt gehouden, wordt appositionele botgroei (diktegroei) genoemd. Perichondrium, en dus chondroblasten, worden niet gevonden op de gewrichtskraakbeenoppervlakken van gewrichten.

### Matrixvorming en -samenstelling
De extracellulaire matrix die door chondroblasten wordt afgescheiden, bestaat uit vezels, collageen, hyaluronzuur, proteoglycanen, glycoproteïnen, water en een groot aantal macromoleculen. In voltooid kraakbeen vormen collageenvezels 10-20% van het volume, water 65-80% en het proteoglycaan-hyaluronzuur aggregeert het resterende deel. Vanwege de proliferatieve aard van chondroblasten vormen cellen een groter deel van de samenstelling dan wat normaal gesproken in voltooid kraakbeen wordt aangetroffen.
Collageen Type II-vezels zijn verantwoordelijk voor het geven van de toekomstige kraakbeenmatrix zijn treksterkte. De structuur van deze vezels vormt, net als de meeste collageenvezels, een drievoudige helixstructuur.
Proteoglycanen weerstaan de compressie die over het algemeen op kraakbeen wordt uitgeoefend en genereren de zwellende druk die verantwoordelijk is voor de spanning die de matrix beschermt tegen compressiebelasting. Ze hechten zich aan maximaal 100 chondroïtinesulfaatmoleculen en maximaal 50 keratansulfaatglycoaminoglycanketens. Deze ketens zijn samen gehecht aan een hyaluronzuurruggengraat die, in combinatie met de collageenfibrillen, een interstitiële intrafibrillaire ruimte creëert waarin water wordt vastgehouden door de negatieve lading van de proteoglycanen.

## Ontwikkeling
Zoals de naam al suggereert, zijn mesenchymale voorlopers afkomstig van het mesoderm. Deze cellen, wanneer ze zich vormen vanuit het mesoderm, vormen zich specifiek vanuit embryonale stamcellen via inductie door BMP4 en fibroblastgroeifactor FGF2 terwijl de foetus zich in de baarmoeder bevindt. Er is gesuggereerd dat het differentiëren van embryonale stamcellen met deze groeifactoren zou kunnen voorkomen dat stamcellen, eenmaal geïnjecteerd in potentiële patiënten, teratomen of door stamcellen veroorzaakte tumoren vormen.

### Signalering, transcriptie en omgevingsfactoren verantwoordelijk voor chondroblastvorming

#### Transcriptiefactoren
Een belangrijk genetisch onderdeel van dit proces is SOX9, een HMG-boxtranscriptiefactor, die progenitorcellen markeert voor chondrogene differentiatie. Inactivering van het SOX9-gen zal resulteren in het verlies van alle kraakbeen, en dus chondroblastvorming. Deze factor wordt ook tot expressie gebracht naast SOX5 en SOX6.
RUNX2 (Runt-related transcription factor 2) is een ander belangrijk genetisch onderdeel van chondroblastvorming. Er is ontdekt dat expressie van dit gen zal resulteren in de onderdrukking van de differentiatie van chondroblasten. Expressie van dit gen zal ook reeds gevormd kraakbeen ertoe aanzetten om endochondrale ossificatie te ondergaan, wat het kraakbeen ertoe zal aanzetten om bot te vormen.
Deze genen zijn niet de enige factoren die bepalen of chondroblasten gevormd zullen worden. Algemene inactivering of activering van deze genen verandert niet alle beïnvloedde cellen in het ene of het andere type. Extrinsieke omgevingsfactoren spelen een rol bij het bepalen welk celtype zich zal vormen uit een bepaalde mesenchymale voorlopercel.

#### Wnt/β-catenine signalering

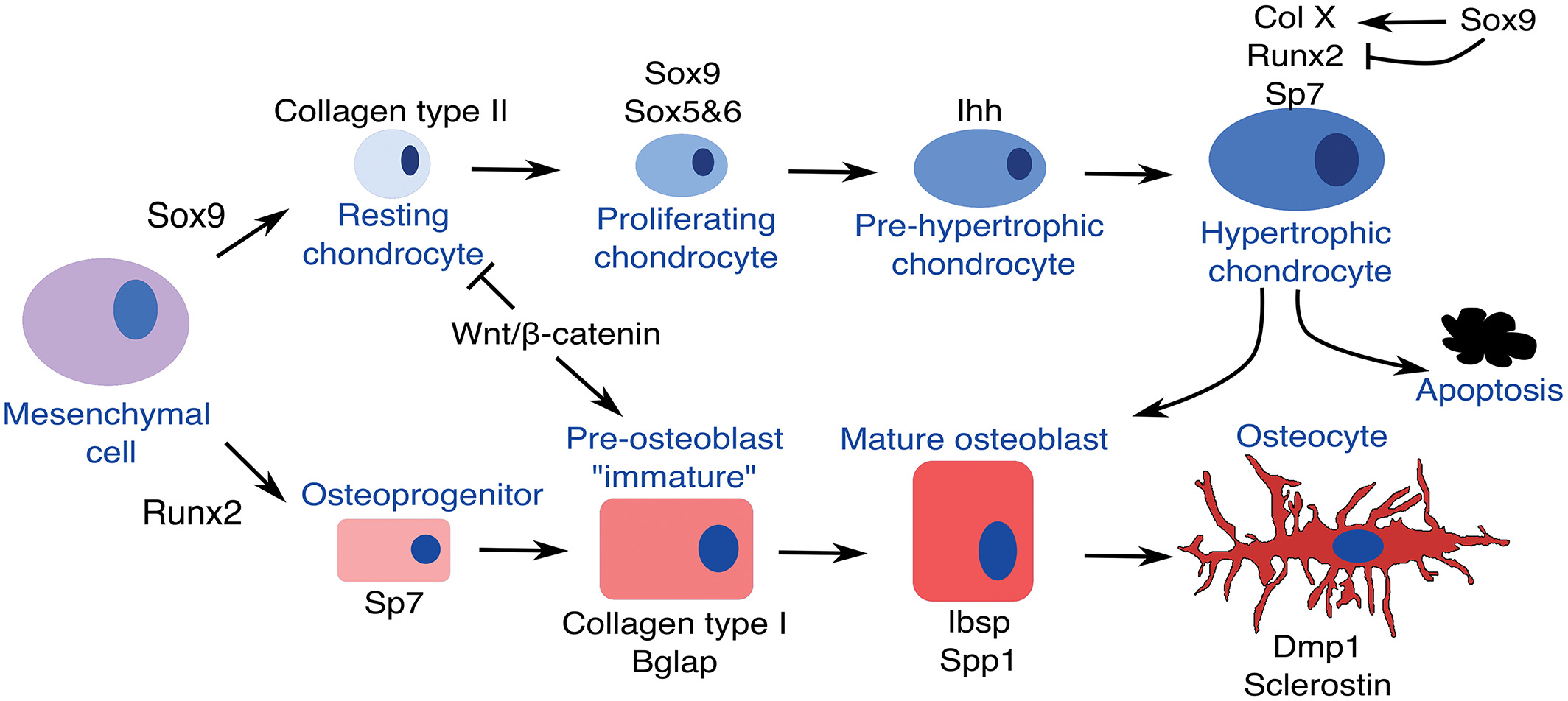
De differentiatiepaden van chondrocyten en osteoblasten

WNT9A wordt aangestuurd door collagen, type II, alpha 1 en wordt via het β-catenine gemedieerde Wnt-reactiepad geleid. Hogere niveaus van WNT9A voorkwamen chondrocytdifferentiatie, terwijl lagere niveaus dit leken toe te staan. Als het Wnt/β-catenine-reactiepad wordt upgereguleerd, wordt endochondrale ossificatie aangemoedigd, wat ossificatie van het gevormde kraakbeen bevordert. Dit reactiepad is een canoniek Wnt-reactiepad vanwege de β-catenine die zich ophoopt zodra WNT9A-signalering wordt geïnitieerd. Nadat WNT9A is geïnitieerd, wordt de fosforylering van de β-catenin die normaal gesproken het eiwit markeert voor vernietiging onderdrukt, waardoor het zich kan ophopen en uiteindelijk in de celkern terecht kan komen om zich te binden aan de LEF/TCF-transcriptiefactoren, wat leidt tot de vernietiging van alle resterende gefosforyleerde β-catenin en de differentiatie van mesenchymale voorlopercellen in osteoblasten.
Testen van dit reactiepad hebben aangetoond dat de Wnt/β-Catenin de β-catenin-niveaus verhoogt vóór de activering van de RUNX2- en Sp7-transcriptiefactoren, wat lijkt te suggereren dat vroege β-catenin-niveaus een teken kunnen zijn of een vroege mesenchymale voorlopercel zich zal ontwikkelen tot een chondrocyt of tot een osteoblast.

#### Retinoïnezuur
Retinezuur, onderdeel van een familie van moleculen die retinoïden worden genoemd, moet worden onderdrukt om chondroblasten te kunnen vormen. Een onderzoek uit 2003 met transgene muizen met een zwakke, constitutief actieve retinoïnezuurreceptor vond dat retinoïden cellen binnen condensaties in een prechondrogene, mesenchymale celtoestand houden die celdifferentiatie voorkomt. Er is ook gesuggereerd dat de remming van receptor-gemedieerde retinoïde signalering SOX9-expressie induceert, wat wordt beschouwd als een "hoofdschakelaar" voor de differentiatie van chondroblasten.

#### Omgevingsfactoren
Differentiatie van chondroblasten wordt begunstigd in een omgeving met een hoge drukkracht en een lage partiële zuurstofdruk die samen IGFBP3 remmen, een proteïne dat kraakbeendifferentiatie remt. Deze voorkeuren zijn belangrijk omdat volwassen kraakbeenweefsel geen bloedvaten heeft en dus niet geschikt zou zijn voor een omgeving met veel zuurstof.

## Functie
Chondroblasten lijken naar kraakbeen te migreren wanneer chondrocyten door mechanische kracht worden vernietigd. Overgebleven chondrocyten delen zich om meer chondroblasten te vormen. HMGB-1, een groeifactor die de deling van chondrocyten bevordert, terwijl receptoren voor geavanceerde glycatieproducten (RAGE, Receptor voor Glycosyleringseindproduct) chemotaxisch bemiddelen om celresten op te ruimen die het gevolg zijn van de schade. Chondroblasten scheiden vervolgens kraakbeenmatrix om zichzelf heen uit om het verloren kraakbeenweefsel te hervormen.
De regeneratie is echter nog steeds te traag voor patiëntenzorg om effectief op dit herstelmechanisme te vertrouwen. Een deel van dit onvermogen om snel te regenereren na een verwonding is het gevolg van de aard van het kraakbeen, geen bloedvaten, in vergelijking met andere bindweefsels van het menselijk lichaam.

## Klinische betekenis
Chondroblastomen kunnen soms ontstaan, dit zijn goedaardige tumoren die zich vormen op de plaatsen van endochondrale ossificatie als gevolg van overstimulatie van de chondroblasten. Wanneer ze zich vormen, worden ze meestal aangetroffen op het bovenste of onderste deel van het scheenbeen en het bovenste deel van het opperarmbeen, waar de chondroblastactiviteit het meest zichtbaar is. Zelden kunnen ze worden aangetroffen op de voeten, handen, platte botten of wervelkolom. 30-50% van deze sarcomen heefhumerust een begeleidend osteoblastoom dat eveneens goedaardig is.
Kraakbeenkanker is een kwaadaardige tumor, maar de meeste zijn laaggradige tumoren (relatief langzaam delende cellen met een lagere kans op uitzaaiingen van de tumor op afstand) en verschijnen vaak in de axiale skeletregio. Het vormt 20% van de skelettumoren in de Verenigde Staten.